# Andreas Reinhart
Andreas Reinhart (* 1944 in New York, heimatberechtigt in Winterthur) ist ein Schweizer Unternehmer und Mäzen.

## Leben
Andreas Reinhart leitet seit 1985 die Volkart Holding, welche auf Salomon Volkart zurückgeht und ursprünglich im Kaffee- und Baumwollhandel tätig war. Reinhart übernahm das Familienunternehmen in der fünften Generation und strukturierte es grundlegend um: Er verkaufte 1989 das Kaffeegeschäft an die Winterthurer Erb-Gruppe (siehe Volcafe) und stieg 1999 aus dem Baumwollhandel aus. Nebst seiner Tätigkeit in der Volkart Holding und der 1951 gegründeten Volkart Stiftung sass Reinhart in verschiedenen Verwaltungsräten (u. a. UBS), gründete 1985 mit Martin Ebner die BZ Bank sowie 1993 mit seinem Cousin Matthias Reinhart die VZ Holding.
Nachdem Reinhart 1989 das Volkart-Kaffeegeschäft verkauft hatte, investierte er schrittweise in rund 40 Beteiligungen. Rund drei Viertel davon bezeichnet er heute als Misserfolge. Daneben investierte er verstärkt in ökologisch und sozial nachhaltige Unternehmen und gründete 1990 die Stiftung Volkart Vision, welche auf entwicklungspolitische und humanitäre Projekte ausgerichtet ist. Daneben förderte er kulturelle Institutionen, darunter das Museum Oskar Reinhart und die Sammlung Oskar Reinhart sowie alternative Kulturlokale wie die Kultursagi, das Theater am Gleis oder das Studiokino Loge in seiner Heimatstadt Winterthur. Schlagzeilen machte 2006 sein Ausstieg aus dem Suhrkamp Verlag, den die Familie Reinhart über rund 50 Jahre mitaufgebaut hatte.
Andreas Reinhart ist einer der Grossneffen von Oskar Reinhart. Sein Bruder George Reinhart war der Gründer des Fotomuseums Winterthur, seine 2021 verstorbene Schwester Charlotte Stettler-Reinhart war langjährige Präsidentin der Volkart Stiftung. Seine Mutter war die Skirennfahrerin Marcelle Bühler, Tochter des Bühler-Unternehmers Adolf Bühler.